# Francium-225
Francium-225 of 225Fr is een onstabiele radioactieve isotoop van francium, een alkalimetaal. De isotoop komt van nature niet op Aarde voor.
Francium-225 kan ontstaan door radioactief verval van radon-225.
{\displaystyle {\ce {{^{225}_{86}Rn}->{^{225}_{87}Fr}+{e^{-}}+{\bar {\nu }}_{e}}}}

## Radioactief verval
Francium-225 vervalt door β−-verval tot de radio-isotoop radium-225:
{\displaystyle {\ce {{^{225}_{87}Fr}->{^{225}_{88}Ra}+{e^{-}}+{\bar {\nu }}_{e}}}}
De halveringstijd bedraagt 3,95 minuten.
197Fr · 198Fr · 199Fr · 200Fr · 200mFr · 201Fr · 202Fr · 202mFr · 203Fr · 204Fr · 204m1Fr · 204m2Fr · 205Fr · 206Fr · 206m1Fr · 206m2Fr · 207Fr · 208Fr · 209Fr · 210Fr · 211Fr · 212Fr · 213Fr · 214Fr · 214m1Fr · 214m2Fr · 214m3Fr · 215Fr · 216Fr · 217Fr · 218Fr · 218m1Fr · 218m2Fr · 219Fr · 220Fr · 221Fr · 222Fr · 223Fr · 224Fr · 225Fr · 226Fr · 227Fr · 228Fr · 229Fr · 230Fr · 231Fr · 232Fr · 233Fr